# Блакитнар інкійський
Блакитна́р інкійський (Iridosornis reinhardti) — вид горобцеподібних птахів родини саякових (Thraupidae). Ендемік Перу. Вид названий на честь данського зоолога Йоханнеса Теодора Райнхардта.

## Опис

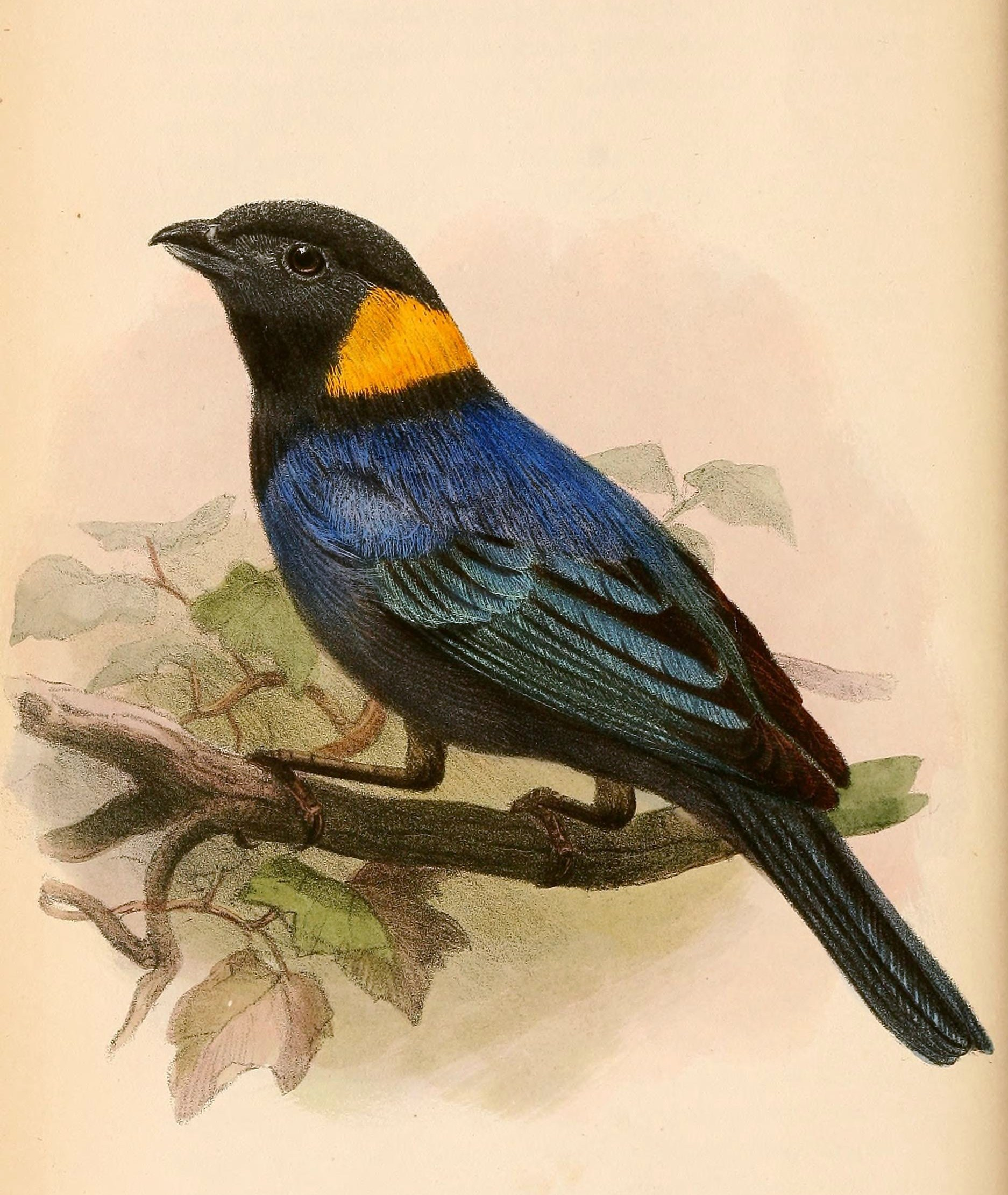
Інкійський блакитнар

Довжина птаха становить 14 см, вага 19,5-28 г. Забарвлення переважно синє, на голові широка жовта смуга, яско походить на тімені і скронях. Решта голови, шия і горло чорні.Гузка тьмяна, синьо-зелена. Дзьоб короткий, міцний.

## Поширення і екологія
Інкійські блакитнарі мешкають в Перуанських Андах, від Амазонаса до Куско. Вони живуть в нижньому ярусі вологих гірських тропічних лісів та на узліссях. Зустрічаються на висоті від 2000 до 3400 м над рівнем моря. Живляться ягодами і дрібними плодами, а також комахами.